# Robert James Graves
Robert James Graves, född 27 mars 1797 i Dublin, död 20 mars 1853, var en irländsk läkare.
Han tog sin första examen i Dublin 1818 och studerade därefter i London, Berlin, Göttingen, Hamburg och Köpenhamn innan han 1821 återvände till Dublin. Där öppnade han en mottagning samtidigt som han blev överläkare vid Meath Hospital, han var även läkare vid County of Dublin Infirmary och sjukhuset för obotbara. Graves undervisade i klinisk medicin vid Meath och han reformerade utbildningen i enlighet med vad han sett på kontinenten. En av förändringarna han införde var att han gav långt gångna studenter i uppdrag att undersöka, diagnostisera och behandla inlagda patienter, givetvis under överinseende av fakulteten. Till hans mer namnkunniga studenter hörde William Stokes och Richard Townsend.
Graves grundade tillsammans med Sir Robert Kane Dublin Journal of Medical and Chemical Science och han satt i dess redaktion fram till sin död. Han var också den förste läkaren som fullständigt beskrev vad som nu är känt som Graves sjukdom som också går under namnet Basedows sjukdom beroende på var i världen man befinner sig.
Graves uppfann sekundvisaren på fickur men patenterade den inte. Urmakarfirman som han anlitade tjänade stora pengar på uppfinningen efter hans död.
För sina tjänster utnämndes Graves till Regius professor vid Trinity College och 1878 restes en staty över honom i Dublin. En samling av texter av Graves plus en biografi gavs ut av William Stokes 1863 under titeln Studies in Physiology and Medicine.